# Literatura iberoamerykańska
Literatura iberoamerykańska, literatura latynoamerykańska, literatura latynoska – w najczęstszym rozumieniu twórczość pisarzy Ameryki Łacińskiej w języku hiszpańskim i portugalskim. Zapewne należałoby także objąć tym terminem twórczość pisarzy chicano z USA. Nie zalicza się tu natomiast literatura pisana w Nowym Świecie w językach innych niż hiszpański i portugalski, a więc np. twórczość pochodzących z Karaibów V.S. Naipaula czy Dereka Walcotta.

Najważniejsi twórcy literatury iberoamerykańskiej z podziałem na kraje:

## Argentyna
- Jorge Luis Borges (1899–1986)
- Adolfo Bioy Casares (1914–1999)
- Julio Cortázar (1914–1984)
- Juan Gelman (1930–2014)
- Eduardo Mallea (1903–1982)
- Ernesto Sábato (1911–2011)
- Osvaldo Soriano (1943–1997)
- Elsa Drucaroff (1957–)

## Boliwia
- Jesús Lara (1898–1980)

## Brazylia
- Machado de Assis (1839–1908)
- Mário de Andrade (1893–1945)
- Oswald de Andrade (1890–1954)
- Carlos Drummond de Andrade (1902–1987)
- Paulo Coelho (1947–)

## Chile
- Isabel Allende (1942–)
- Roberto Bolaño (1953–2003)
- José Donoso (1924–1996)
- Carlos Droguett (1912–1996)
- Jorge Guzmán (1930–1991)
- Gabriela Mistral (1889–1957)
- Pablo Neruda (1904–1973)
- Nicanor Parra (1914–2018)
- Manuel Rojas (1896–1973)
- Luis Sepúlveda (1949–2020)

## Ekwador
- Demetrio Aguilera Malta (1909–1981)
- Jorge Carrera Andrade (1902–1978)
- Jorge Icaza Coronel (1906–1978)
- Jorge Queirolo Bravo (1963–)

## Gwatemala
- Miguel Ángel Asturias (1899–1974)

## Kolumbia
- Germán Arciniegas (1900–1999)
- Gabriel García Márquez (1928–2014)
- Álvaro Mutis (1923–2013)

## Kuba
- Guillermo Cabrera Infante (1929–2005)
- Alejo Carpentier (1904–1980)
- Daína Chaviano (1962–)
- Pedro Juan Gutiérrez (1950–)
- Dulce María Loynaz (1903–1997)

## Meksyk
- Carlos Fuentes (1928–2012)
- Fernando del Paso (1935–2018)
- Octavio Paz (1914–1998)
- Sergio Pitol (1933–2018)
- Elena Poniatowska (1932–)

## Paragwaj
- Augusto Roa Bastos (1917–2005)

## Peru
- Ciro Alegría (1909–1967)
- José María Arguedas (1911–1969)
- Mario Vargas Llosa (1936–)
- Julio Ramón Ribeyro (1929–1994)
- Manuel Scorza (1928–1983)
- César Vallejo (1892–1938)

## Urugwaj
- Mario Benedetti (1920–2009)
- Juan Carlos Onetti (1909–1994)
- Cristina Peri Rossi (1941–)
- Horacio Quiroga (1878–1937)
- Ida Vitale (1923)

## Wenezuela
- Rafael Cadenas (1930)
- Rómulo Gallegos (1884–1969)
- Salvador Garmendia (1928–2001)
- Miguel Otero Silva (1908–1985)